# Гармонічний аналіз
Гармонічний аналіз (рос. гармонический анализ, англ. harmonic analysis, нім. harmonische Analyse) — розділ математики, у якому вивчаються способи представлення функцій однієї чи багатьох змінних за допомогою рядів Фур'є за тригонометричною та іншими системами функцій чи за допомогою інтегралів Фур'є, а також різноманітні застосування цих представлень.
Витоки гармонічного аналізу пов'язують з іменем Жозефа Фур'є.
Гармонічний аналіз широко застосовують при описанні та вивченні коливальних процесів.

## Прикладний гармонічний аналіз

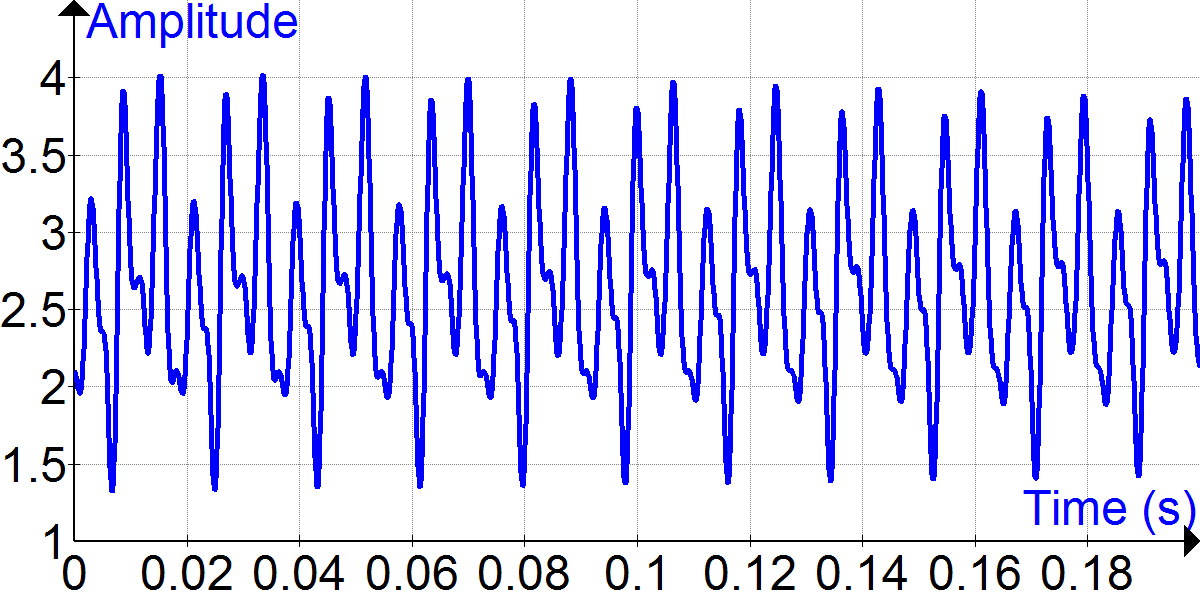
Часовий сигнал відкритої струни ноти ля (55 Гц) бас-гітари.

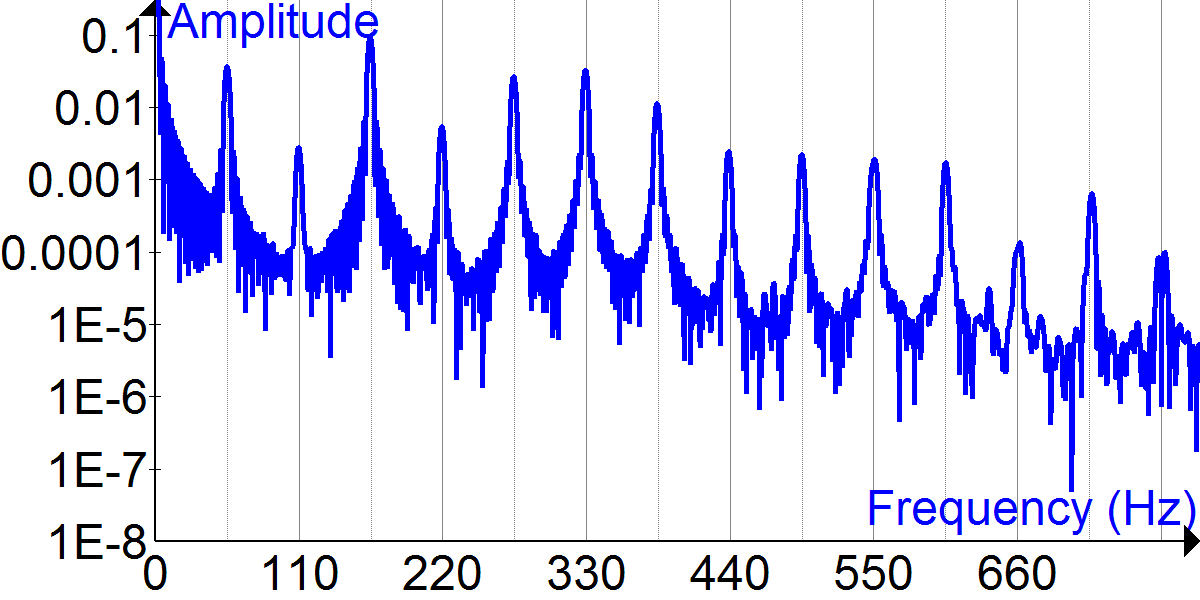
Перетворення Фур'є для часового сигналу відкритої струни ноти ля (55 Гц) бас-гітари, розрахований за допомогою A More Accurate Fourier Transform

Багато із застосувань гармонічного аналізу в науці й техніці беруть початок з ідеї або гіпотези про те, що явище або сигнал складаються із суми окремих коливальних складових. Поширеними й простими прикладами є океанські припливи та вібрування струни. За теоретичного підходу часто виникають спроби описати систему за допомогою диференціальних рівнянь або системи рівнянь, аби передбачити поведінку важливих ознак, таких як амплітуда, частота та фази коливальних складових. Конкретні рівняння залежать від сфери застосування, але в дослідженні теорії загалом намагаються обирати рівняння, які б описали основні придатні принципи.
Експериментальний підхід зазвичай покладається на збирання даних, які точно кількісно визначають явище. Наприклад, під час вивчення припливів, експериментатор замірятиме показники глибини води як функцію від часу в достатньо щільних інтервалах, аби побачити кожне коливання протягом достатньо тривалого проміжку часу, так, що ймовірно буде зареєстровано декілька періодів коливання. Під час вивчення коливання струни, зазвичай експериментатор реєструє форму звукової хвилі з частотою, що буде вдвічі більшою за найбільшу очікувану частоту сигналу, і протягом багатократно взятого періоду найнижчої очікуваної частоти.
Наприклад, на верхньому малюнку сигналу праворуч представлено звукову хвилю бас-гітари під час звучання відкритої струни, що відповідає ноті Ля  контроктави з основною частотою 55 Гц. Форма хвилі виглядає як коливання, але вона є набагато складнішою за просту синусну хвилю, що вказує на присутність додаткових накладених хвиль. Різні складові хвилі, з яких утворюється звук, можна знайти, використавши техніку математичного аналізу, відому як перетворення Фур'є, що показано на нижчому зображенні. Зверніть увагу, що існує добре помітний пік на частоті в 55 Гц, але також і інші піки на частотах 110 Гц, 165 Гц та інших частотах, що є цілими кратними значення 55 Гц. У такому разі, 55 Гц є основною частотою вібрації струни, а цілі кратні значення називаються гармоніками.